# Scharlachgimpel

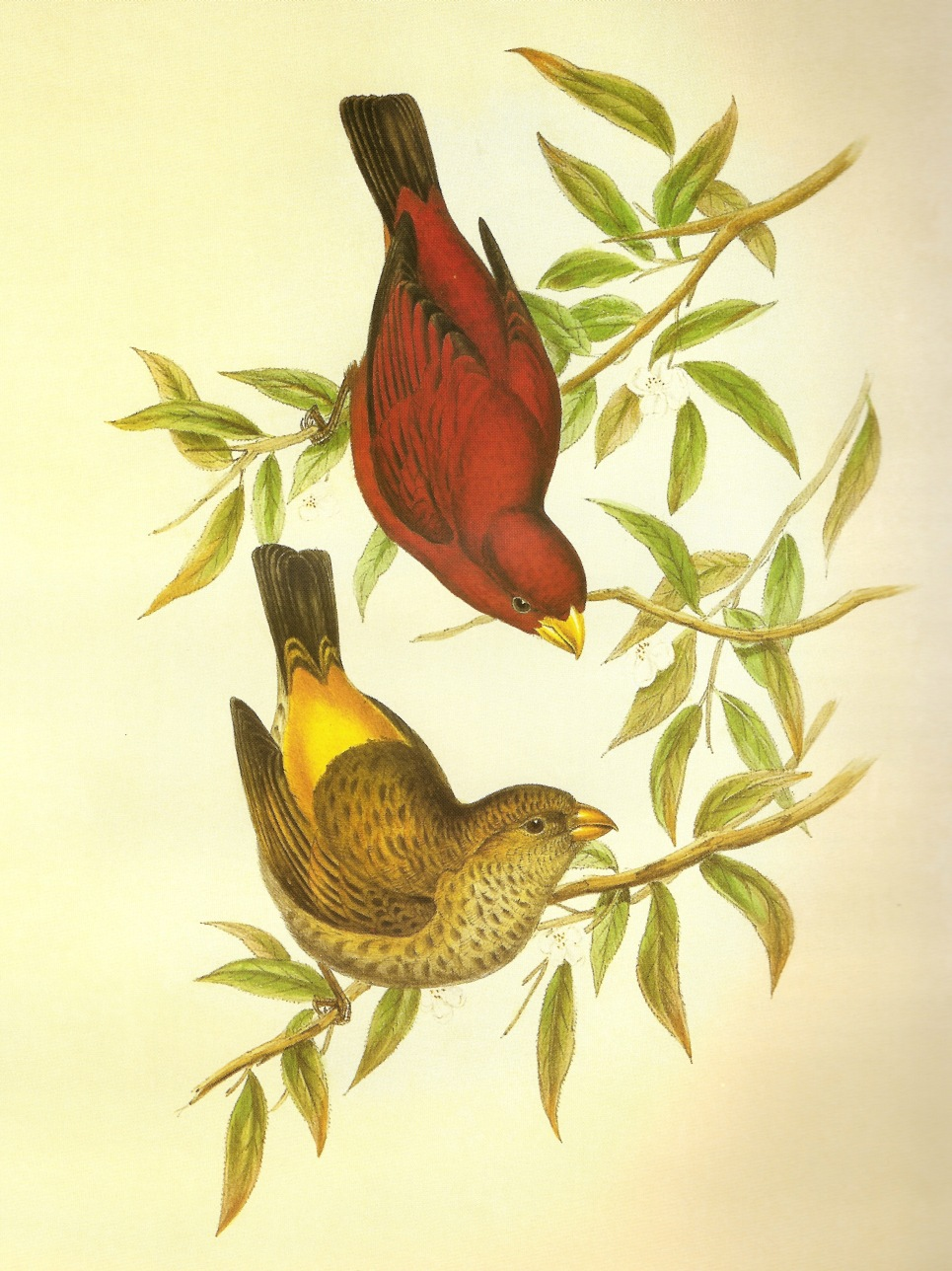
Zeichnung eines Scharlachgimpel-Paares von John Gould, 1850–54

Der Scharlachgimpel (Carpodacus sipahi, Syn.: Haematospiza sipahi) ist ein Singvogel aus der Familie der Finken. Die farbenprächtige Art war die einzige in der monotypischen Gattung Haematospiza, die aber nach molekulargenetischen Studien in die verwandte Gattung Karmingimpeln eingegliedert wurde. Sie besiedelt Teile des Himalayas und des westlichen Chinas, wo sie vorwiegend in hochgelegenen Bergwäldern aus Fichten vorkommt.

## Beschreibung

### Aussehen
Der Scharlachgimpel ist mit 18–19 cm Körperlänge etwa so groß wie ein Kernbeißer. Der 16–20 mm lange, große und kräftige Schnabel ist oben bräunlich rosa und unten gelblich hornfarben. Die Füße sind bräunlichrosa. Beim Männchen beträgt die Flügellänge 98–108 mm, die Schwanzlänge 59–70 mm und das Gewicht 38–42,5 g. Beim Weibchen liegt die Flügellänge zwischen 95 und 103 mm, die Schwanzlänge zwischen 55 und 66 mm und das Gewicht zwischen 39 und 40 g.
Die Geschlechter unterscheiden sich so deutlich in der Gefiederfärbung, dass man sie für verschiedene Arten halten könnte. Das Männchen ist fast am gesamten Körper intensiv scharlachrot. Stirn und Zügel sind etwas bräunlicher, die Unterschwanzdecken zeigen dunkle Federbasen. Die Flügelfedern sind dunkelbraun bis schwarz mit scharlachroten Säumen, die auf Fittich und Handdecken sehr fein und auf den inneren Armdecken und Schirmfedern am breitesten sind. Der recht kurze, gerade abschließende Schwanz ist schwärzlich bis schwarz mit blassroten Säumen.
Das Weibchen ist an Oberkopf und Rücken olivfarben bis gelblich grün und wirkt durch dunklere, bräunliche Federzentren fleckig bis geschuppt. Der Bürzel ist leuchtend gelb, die Oberschwanzdecken sind olivfarben und zeigen blassgelbe Säume und Spitzen. Kinn und Kehle sind fleckig grau mit einer gelblich grünen Nuance. Die Unterseite ist ebenfalls grau und wirkt durch dunkle Federzentren sowie einige weißliche Federbasen gefleckt bis geschuppt. Die Schenkel sind bräunlich überhaucht, die Unterschwanzdecken weißlich. Das Flügelgefieder und die Steuerfedern sind dunkel oder farblos braun mit olivgrünen bis olivbraunen Säumen.
Das Jugendkleid ist von dem des Weibchens praktisch nicht zu unterscheiden. Junge Männchen beginnen im ersten Sommer orangerötliche Partien auf Bürzel, Scheitel, Brust und den Federsäumen des Großgefieders auszubilden. Frisch adulte Männchen sind in der Farbe am intensivsten rot, da die Intensität mit dem Alter nachlässt. Manche Männchen zeigen olivgelbe Federsäume an den Schwungfedern, vielleicht handelt es sich um subadulte Vögel.
Der Flug dieser Art ist kräftig und bogenförmig mit schnellen Flügelschlägen.

### Stimme
Der Ruf ist ein lautes, angenehmes tuu-iee, plieeau, kwie-iu oder tschiu-wie-au. Der Gesang besteht aus einem klaren, flüssigen pa-ri-rieeee.

## Verbreitung und Bestand
Die Verbreitung des monotypischen Scharlachgimpels reicht im Himalaya vom zentralen Nepal durchs nördliche Assam, das nordöstliche Arunachal Pradesh und Meghalaya sowie vom äußersten Norden Bangladeschs bis ins nördliche und westliche Yunnan. Weitere Vorkommen gibt es möglicherweise im östlichen Laos oder im Norden von Vietnam, hierbei könnte es sich aber um Winterbeobachtungen handeln.
Die Art kommt selten oder zerstreut vor, ist aber nicht im Bestand bedroht.

## Lebensweise
Der Scharlachgimpel lebt in Höhen zwischen 1600 und 3355 m. Im Winter wandert er in tiefere Lagen ab, die in Nepal in 1400 m oder niedriger, in Sikkim bis 600 m tief liegen. Das Wanderungsverhalten ist aber bislang nicht sehr gut erforscht. Es gibt auch Wintervorkommen südlich des Brahmaputra und im östlichen und nordöstlichen Myanmar. Seltene Beobachtungen liegen aus dem Nordwesten Thailands vor.
Die Art besiedelt zur Brutzeit vorwiegend Fichtenwälder, im Winter ist sie auch in Bambus- und Eichenwäldern zu finden. Man trifft meist Einzelvögel oder zerstreute Verbände von bis zu 30 Individuen an. Im Winter formieren sich oft Trupps, die nur aus Vögeln eines Geschlechts zusammengesetzt sind. Die Nahrung besteht aus diversen Sämereien, Knospen, Beeren und gelegentlich aus Insekten. Zur Brutbiologie ist wenig bekannt.

## Systematik
Der phylogenetische Status der Gattung Haematospiza war lange nicht genau geklärt. Untersuchungen der mitochondrialen DNA haben aber ergeben, dass der Scharlachgimpel den altweltlichen Karmingimpelarten und insbesondere dem Karmingimpel (Carpodacus erythrinus) verwandtschaftlich sehr nahesteht. Das Epitheton des wissenschaftlichen Namens bezieht sich auf die Sipahi – berittene Soldaten im Osmanischen Reich, die rote Mäntel trugen.